# Twisted Metal: Black
Twisted Metal: Black es la versión para PlayStation 2 de la serie de videojuegos Twisted Metal, un juego de lucha de vehículos de coches de combate, creado por Incog Inc. Incognito Entertainment y distribuido por Sony Computer Entertainment. 
Más tarde, se lanzó una versión llamada Twisted Metal: Black Online, que incorporaba el juego online, para intentar convencer a los poseedores de PlayStation 2 de que adquirieran el adaptador de red para poder jugar en línea.
Ambos, TM: B y TM: BO se volvieron a publicar como parte del programa de Sony Greatest Hits.

## Información general
TM: B es un derby de demolición que permite el uso de proyectiles. Los jugadores eligen un vehículo y un escenario -o una serie de escenarios en el modo historia- para participar en la batalla con los controladores de oposición. Una gran variedad de armas y mejoras se pueden obtener por pick-ups dispersos por todo el escenario. El objetivo del juego es ser el último de pie.
Cabe destacar que gran parte del juego fue desarrollado por El Clan de Estigia, Inc.
La musicalización y sonido estuvieron a cargo de Mauricio Téllez, en FragattaStudio. Compositor de la banda sonora.
La dirección estuvo a cargo Gerardo Carmona, siendo este uno de sus trabajos menores.

## Trama
La trama de Twisted Metal: Black guarda similitudes con las historias de los juegos anteriores de la franquicia. En ella, un civil, criminal o antihéroe atraviesa un acontecimiento que cambia su vida de manera negativa y decide unirse al torneo, atraído por la promesa de Calypso de cumplir un deseo personal. El jugador debe competir y triunfar en diversas zonas de combate, enfrentándose a jefes que poseen mejores autos o más poderosos. Al concluir el torneo, Calypso concede el deseo solicitado por el participante.
No obstante, a diferencia de entregas anteriores, en Twisted Metal: Black los deseos de los participantes se enfocan en la venganza. Por ejemplo, el personaje No Face busca al doctor que desfiguró su rostro. A diferencia de juegos anteriores, los deseos en general no son malévolos, es decir, no ponen en peligro o acaban con la vida del participante, como sucedía en Twisted Metal 1 y 2.
El tono humorístico que caracterizaba a las entregas anteriores ha sido descartado en favor de una temática más oscura, centrada en el sufrimiento interno y externo de los personajes y en cómo han sido presionados para participar y obtener el deseo que aliviará su dolor. Las historias de los participantes son, en parte, más realistas y el humor ácido y sarcástico de las entregas pasadas es prácticamente reemplazado por un humor negro y sádico, como se puede apreciar en el caso de Sweet Tooth.
El juego inicia con cada participante relatando su historia y brindando algunos detalles básicos. Después del enfrentamiento con Minion, el participante cuenta por qué y cómo llegó a su situación actual y fue diagnosticado como mentalmente insano. Por ejemplo, Sweet Tooth narra en esta parte que solía no creer en las maldiciones, hasta que un padre lo maldijo para que sufriera eternamente. Esto provocó que Needles se encendiera en su mente, sumiéndolo en una furia ciega que lo llevó a asesinar a cuatro oficiales de policía. Alega que el dolor empeora día a día y que a raíz de esto ahora cree en las maldiciones.
Tras derrotar al jefe final, la fase final muestra al personaje canjeando y obteniendo su deseo, para luego partir y continuar con sus vidas.

## Desarrollo
Tras la escasa acogida de la versión de Twisted Metal producida por la división 989 de Sony Studios, Sony trató de recuperar sus raíces para la encarnación PS2. Para ello, se confió al recién formado desarrollador de incógnito Inc., fundado por varios ex empleados de SingleTrac (el promotor responsable de la creación de la franquicia Twisted Metal), entre ellos varios de los desarrolladores clave detrás de los dos primeros Twisted Metal. 
En el curso del desarrollo, desaparecieron varias características del producto final, originalmente pensado para Thumper. Warhawk también se supone que es jugable, pero fue retirado debido a limitaciones de tiempo. 
Debido a algunas imágenes terribles y una abusiva estética pulp de los personajes, Twisted Metal: Black fue el primer juego de la serie en recibir una calificación "M" (adultos) por el ESRB. También se debió a que la versión PAL del juego sufrió la eliminación de todas las películas del personaje. Cuando se reveló que era posible derribar un 747 durante el juego en uno de los niveles, también fue eliminado de la versión PAL, y a cambio un avión se estrelló en el comienzo del nivel. 
La canción usada en parte de la apertura y los créditos de cierre es "Paint It, Black" de los Rolling Stones.

## Personajes
Twisted Metal: Black cuenta con un total de quince personajes seleccionables con sus especiales exclusivos (specials) y estadísticas (stats), los cuales son:
1.-Billy Ray, Junkyard Dog: Es una grúa "Magirus-Deutz Mercur" conducida por Billy Ray Stillwell, un granjero quien le quitaron todo y le deformaron el rostro siendo su objetivo en Twisted Metal vengarse de quien le quitó todo. Esta grúa es de parentesco con Sweet Tooth, sobre todo por su cabina, lleva dos gattling gun como metralleta, y la antigua cara de Billy Ray pintada en sus puerta; tiene una decente velocidad y una buena armadura.
Stats: Control: 5/10 Velocidad: 4/10  Armadura: 9/10  Special: 6/10
Special "Spiked-Ball Catapult": Es una bola de acero con picos que se torna rojo, se usa de la misma manera que las Gas Can y pueden afectar a más de un enemigo.
2.-Preacher, Brimstone: Es una "Chevrolet El Camino blanca de 1970", que ha reemplazado sus ventanas por vitrales similares a las de las catedrales, cruces en sus puertas y un mástil en su punta. Este vehículo solo lleva una Cattlingun y dispara por la derecha, y no por ambos lados; un detalle importante de Brimstone, es que lleva a alguien ensangrentado, envuelto en vendas y atado por cadenas en la parte trasera, que se mueve mientras se conduce, por lo que parece sigue vivo e intentando escapar, el objetivo de Brinstone en Twisted Metal es expulsar el demonio que lleva consigo ; tiene una buena velocidad y un gran control.
Stats: Control: 8/10 Velocidad: 8/10  Armadura: 5/10  Special: 6/10
Special "Follower Launcher": Su especial es un "seguidor" adherido a un mástil en la parte delantera del vehículo en la cual es disparado, se tiene que tener un vehículo al frente para que lo siga de no ser así se pierde; al impactar este se para sobre el vehículo y grita "Repent!" (arrepentimiento!), para luego explotar.
3.-Agent Stone, Outlaw: Es una furgoneta todoterreno de la SWAT "Jeep Cherokee", conducida por el Agente Stone, su objetivo en Twisted Metal es regresar el pasado para evitar los sucesos que le provocan y que le aterran en su vida. Posee un buen blindaje y un especial muy efectivo.
Stats: Control: 5/10 Velocidad: 5/10  Armadura: 7/10  Special: 7/10
Special "Mounted Gunner": Un especial efectivo, de la parte de arriba sale el agente Stone con una ametralladora montada que dispara a cualquier vehículo cercano, para un daño extra se debe de volver apretar el botón para que lance unos misiles. 
4.-Mr. Grimm: Es una motocicleta conducida por un hombre que lleva puesto en su cabeza el cráneo de su mejor amigo difunto por lo tanto su objetivo es vengarse de la persona quien lo convirtió en un monstruo. La motocicleta es una "Harley Davidson XA" verde con un sidecar. Está adornada con cráneos de cabras y costillas de perro. Está desgastada y oxidada, ya que fue robada de su comandante durante la guerra de Vietnam al ser atacados por fuego amistoso; es el vehículo más rápido del juego pero es el más débil de todos.
Stats: Control: 10/10 Velocidad: 10/10  Armadura: 2.5/10  Special: 10/10
Special "Sickle": Mr. Grimm lanza una hoz muy poderosa que resta mucha salud, pero no es dirigible, por lo tanto se necesita ser preciso para un golpe certero.
5.-John Doe, Roadkill: Es un deportivo "Dodge Charger 1970" verde oxidado fuera de rodaje, con puertas marrón y repuestos grises. Posee un gran cañón en su asiento de copiloto, es conducido por Johny Doe, ya que éste le cede el espacio a Marcus Kane, quien conduce a Minion; tiene un buen ataque y control. Su objetivo en Twisted Metal es recobrarse de la amnesia que tiene para saber quien es en realidad.
Stats: Control: 8/10 Velocidad: 8/10  Armadura: 6/10  Special: 8/10
Special "Series Missles": Son una serie de misiles (10 en total) parecido al los Fire, entre más se deje apretado, mayor es el número de misiles lanzados.
6.-No-Face, Crazy 8 : Es un "Hot Road Cord 810" con el número 8 a los dos lados. Es conducido por un boxeador de nombre Frank McCutcheon pero debido a una pelea y una mala operación quedó aparentemente sin rostro para después ser llamado No-Face, ya que tiene la boca y los ojos sellados siendo su objetivo vengarse del cirujano quien le arruino su cara; tiene un decente control y una buena velocidad.
Stats: Control: 7/10 Velocidad: 8/10  Armadura: 5/10  Special: 6/10
Special "Field Surge": Saca cuatro astas que son por donde corre la energía de los rayos. Si se está con las astas puestas y presiona tres veces las flecha de dirección en cualquier lado, cargara energía allí. Si esta un vehículo cerca se conectara con el propinándole una descarga, para un daño extra volver a pulsar el botón para una descarga más grande; pero si el vehículo se aleja demasiado se pierde la conexión, inservible contra el jefe Warhawk.  
7.-Bloody Mary, Spectre: El vehículo es un "Chevrolet Corvette 1969", conducido por una demente, vestida de novia llamada Bloody Mary (nombre basado en una leyenda urbana), su objetivo en Twisted Metal es poner fin a su pasado de soledad y encontrar el amor verdadero. Es un Corvette celeste modificado, con una cattlinggun a su derecha, y una viga de hierro como parachoque. La cattlinggun que lleva está claramente oxidada; tiene un buen control y una buena velocidad pero junto con Mr. Grimm es igual de débil.
Stats: Control: 9/10 Velocidad: 9/10  Armadura: 3/10  Special: 5/10
Special "Ghost Missile": lanza un misil rojizo, con su típico eco espectral. Aunque puede atravesar paredes, no rastrea tanto como desea (es eludible), y además es poco más dañino que un Fire. 
8.-Dollface, Darkside: Es un camión similar a un "Peterbilt 379", con dos metralletas M61, y lleva un coche de policía como parachoque reforzado. Es conducido por una mujer que mantiene su rostro atrapado bajo una máscara de muñeca, tal acto fue hecho por una persona por haber derramado café en unos documentos importantes, entra al concurso para poder obtener la llave para poder quitársela. Es una chica buena, que no es capaz de dañar a nadie; tiene una gran armadura, pero es el más lento de todos. 
Stats: Control: 5/10 Velocidad: 4/10  Armadura: 9/10  Special: 7/10
Special "Power Ram": Acelera de forma contundente, chocando y llevándose todo a su paso, para un daño mayor, el enemigo tiene que estar enfrente de una pared para estrellarlo con él, inservible ante el jefe Warhawk.
9.-Raven, Shadow: Es una carrosa fúnebre "Cadillac Funeral Coach de 1962", con un esqueleto en frente como adorno y lleva dos Cattlinggun, el vehículo se lo robó en el funeral de su mejor amiga de nombre Kelly, quien murió a manos de unos abusivos de su escuela siendo su objetivo vengar la muerte de su amiga. Es conducido por una chica llamada Raven, la más joven del torneo, pues tan solo tiene 17 años; tiene un buen control, además de que tiene 2 especiales de igual manera que con Axel.
Stats: Control: 7/10 Velocidad: 6/10  Armadura: 6/10  Special: 6/10
Special (1) "Shadow Burst": Dispara 2 orbes violetas que pueden ser detonadas a distancia.
Special (2) "Raven Gunner": Se debe de presionar 3 veces ↑ para activarlo. Raven sale del vehículo con unas metralletas disparando a quien este cerca de igual manera que con Outlaw.
10.-Charlie Kane & Son,  YellowJacket: El vehículo es un "taxi", pero tiene tantas modificaciones y partes rotas que ya no se sabe que es. Tiene una viga a cada lado para amortiguar los choques, un parachoque reforzado y un farol caído. No lleva ventanas, y tiene un cañón en el tejado. Es conducido por el hijo de Charlie Kane, controlando a su padre muerto por un control remoto, su objetivo en Twisted Metal es encontrar un lugar donde vivir con su difunto padre; tiene un decente control pero su especial no es muy fuerte. Es uno de los personajes desbloqueables.
Stats: Control: 7/10 Velocidad: 7/10  Armadura: 6/10  Special: 6/10
Special "Ground Spikes": Son picos que aparecen en todas las direcciones del vehículo, al disparar son dirigidos al enemigo como un Homing o también chocando al enemigo, para dar un mayor daño se tiene que chocar al enemigo con un turbo.
11.-Axel: El vehículo es único y raro, "es una pequeña plataforma con dos enormes ruedas conectado al cerebro de Axel". Es conducido por un hombre llamado Axel, quien construyó el vehículo y se encerró a sí mismo, culpándose por la muerte de su esposa siendo su objetivo en Twisted Metal averiguar quien asesino a su esposa para después vengarla; no destaca mucho pero cuenta con 2 especiales al igual que Shadow. Es uno de los personajes desbloqueables.
Stats: Control: 6/10 Velocidad: 5/10  Armadura: 5/10  Special: 6/10
Special (1) "Shockwave": Axel dispara un aro eléctrico de color azul levantando a los enemigos por los aires.
Special (2) "Encasement Rage": Se debe de presionar 3 veces ↑ para activarlo. Las 2 ruedas de Axel se juntan para formar una sola rueda la cual sirve para aplastar y chocar contra los demás competidores. 
12.-Cage, Warthog: Es un tanque, con un "Chevrolet Cavalier Wagon" en el lugar donde su cañón estaba antes. Es conducido por Cage, un psicópata asesino, su objetivo en Twisted Metal es quitar una parte de su cuerpo que le produce tristeza al matar para poder convertirse en un despiadado asesino; tiene una gran armadura y un especial muy efectivo. Es uno de los personajes desbloqueables.
Stats: Control: 4/10 Velocidad: 5/10  Armadura: 9/10  Special: 7/10
Special "Flamethrower": Dispara fuego del cañón la cual puede ser muy efectiva con un solo oponente o varios, pudiendo rociar grupos de enemigos
13.-Black, Manslaughter: Es un camión Tolva amarillo, similar a un "Bell B40". Tiene unos tubos de concreto que amortiguan el golpe, lleva dos retrovisores al estilo de cuernos y la carga esta llena de piedras. El conductor, según el juego, es un hombre blanco de nombre "Black" y porta una máscara con un zíper cerrando la cabeza y la boca excepto los ojos, no tiene ningún dato sobre su existencia excepto su edad y su nombre, su objetivo en Twisted Metal es matar a Calypso; Tiene una gran armadura al igual que Darkside pero también carece de velocidad. Es uno de los personajes desbloqueables.
Stats: Control: 3/10 Velocidad: 3/10  Armadura: 9/10  Special: 7/10
Special "Rolling Crush": Dispara un muro de rocas de tono rojo hacia adelante que impactan al oponente o oponentes aunque estén a una considerable distancia, también puede descargar las piedras como cualquier otro camión de descarga.
14.-Needles Kane, Sweet Tooth:  Es un "Dodge Power Wagon" blanco, con lunares rosa, y arriba lleva la cabeza de un payaso sonriendo, con un helado en la mano con su típica canción de helados es conducido por Needles Kane, un payaso asesino, que secuestra gente en su camión y luego se los llevaba a diferentes lugares para matarlos con un hacha; su objetivo en Twisted Metal es buscar un antídoto para librarse de la maldición que lo atormenta; No tiene un decente control pero tiene una devastadora y efectiva especial.
Stats: Control: 5/10 Velocidad: 4/10  Armadura: 8/10  Special: 7/10
Special "Sweet Kamikaze": se convierte en un payaso, con una lanzadera de misiles en una mano, y un helado en la otra, cuyos pies son las ruedas. El especial es lanzar 20 misiles, mientras el payaso se ríe. SI al menos 10 de los 20 misiles llegan a un oponente, harán un daño extra.
15.-Marcus Kane, Minion:  Es un viejo y maltratado camión cisterna similar al "White-Freightliner WFT 6364", especializado para transporte de combustibles de alto octanaje, modificado con armas de fuego y reforzamientos. Es un subjefe que aparece a la mitad del juego con su nivel de nombre "Minion Stadium", el vehículo puede ser desbloqueado al terminar las historias de todos los personajes; enfrentándolo en combate usa su especial para lanzar un hilo de fuego si se está cerca, o lanzar bolas si se aleja, porta una armadura eléctrica que lo vuelve invulnerable, la única forma de volverlo vulnerable es destruyendo los 4 botones para después atacarlo. Es conducido por Marcus Kane ganador del anterior torneo, un demente hombre que se cree demonio y usa la piel de un toro sobre su cabeza. Usa una serie de mensajes para comunicarse con el jugador y demostrar que no está loco, no tiene ningún objetivo en Twisted Metal; tiene la mejor armadura y especial del juego aunque carece de control y velocidad. Es uno de los personajes desbloqueables.
Stats: Control: 3/10 Velocidad: 3/10  Armadura: 10/10  Special: 10/10
Special "Flamethrower": Descarga un hilo de fuego al enemigo o enemigos cuando se está cerca o bolas de fuego cuando el enemigo se aleja, tal como lo es cuando es jefe.

### Personajes no jugables
Carros: Los típicos carros, son solo gente que tuvo la mala suerte de ser partícipes o invitados del sangriento torneo. 
Tanker: Es un mini-jefe, versión pequeña de Minion pero con muy poca salud y armadura, aparecen en el último nivel del juego, su objetivo es detener al jugador, al ser derrotados sirven como bombas para destruir la armadura que lleva Warhawk; no se sabe quién los conducen pero se estima que son miembros de la SWAT.
Stats: Control: 9/10 Velocidad: 10/10  Armadura: 1/10  Ataque especial: 7/10
Ataque especial: Un misil congelante seguido de una llamarada de fuego.
Warhawk: Es un gran helicóptero de la SWAT armado con misiles y una armadura que lo hace vulnerable siendo la única forma de destruirle la armadura es derrotando los Tanks que salen para después situarlos por debajo del helicóptero y luego explotarlos. Es el jefe final del juego teniendo la batalla en lo alto del tejado de un edificio (Warhawk´s Rooftop), su objetivo no es ganar Twisted Metal sino parar el torneo siendo el jugador su objetivo. Es piloteado por un agente de la SWAT, la cual es un excompañero del Agente Stone, pero desde que fue encerrado no se vieron más. Warhawk no recuerda a Stone, pero el si, por lo que no tiene piedad, también es el responsable de la captura de Sweet Tooth. El conductor es un hombre blanco de unos cincuenta años, algo delgado, y de voz aguda.
Stats: Control: 4/10 Velocidad: 9/10  Armadura: 6/10  Ataque especial: 0/10
Ataque especial "Kyro Missles": Serie de ataques que pueden ser Homing Missiles, Fire Missiles o Ricochets.

## Acogida comercial
Twisted Metal: Black recibió elogios por parte de múltiples publicaciones especializadas en videojuegos, aunque también enfrentó críticas negativas por parte de los jugadores más jóvenes. Esto se debe a que el juego presenta altos niveles de violencia y se desarrolla en un nuevo entorno dirigido a un público adulto. Además, a diferencia de las entregas anteriores, esta versión carece del tono humorístico que solían ofrecer.

## Harbor City
Twisted Metal: Black iba a tener una secuela titulada "Twisted Metal Negro: la ciudad del puerto", aunque nunca se anunció oficialmente y el proyecto fue desechado. 
Los detalles sobre el juego se expusieron en el puerto de la PlayStation 2 de Twisted Metal: Head On, Twisted Metal Head-on: Extra Twisted Edition. De acuerdo con el material extra en Extra Twisted Edition, el proyecto fue desechado debido a la muerte de seis desarrolladores en un accidente de avión. Sin embargo, algunos sostienen que se trata de una broma. Los cuatro niveles completos, aunque sin la interactividad de interconexión o activos, se incluyeron en el juego, así como una característica extra titulada Twisted Metal: Lost que incluía cuatro niveles terminados: Suburban Terror, Stadium Slaughter, Death Port y Carnival of Darkness con dos nuevos vehículos: 12-Pak y Gold Tooth también había un modo historia que era una aventura de plataformas con algunos niveles de vehículos en el que se podía jugar con Sweet Tooth y Preacher.